# Kwame Bawuah-Edusei

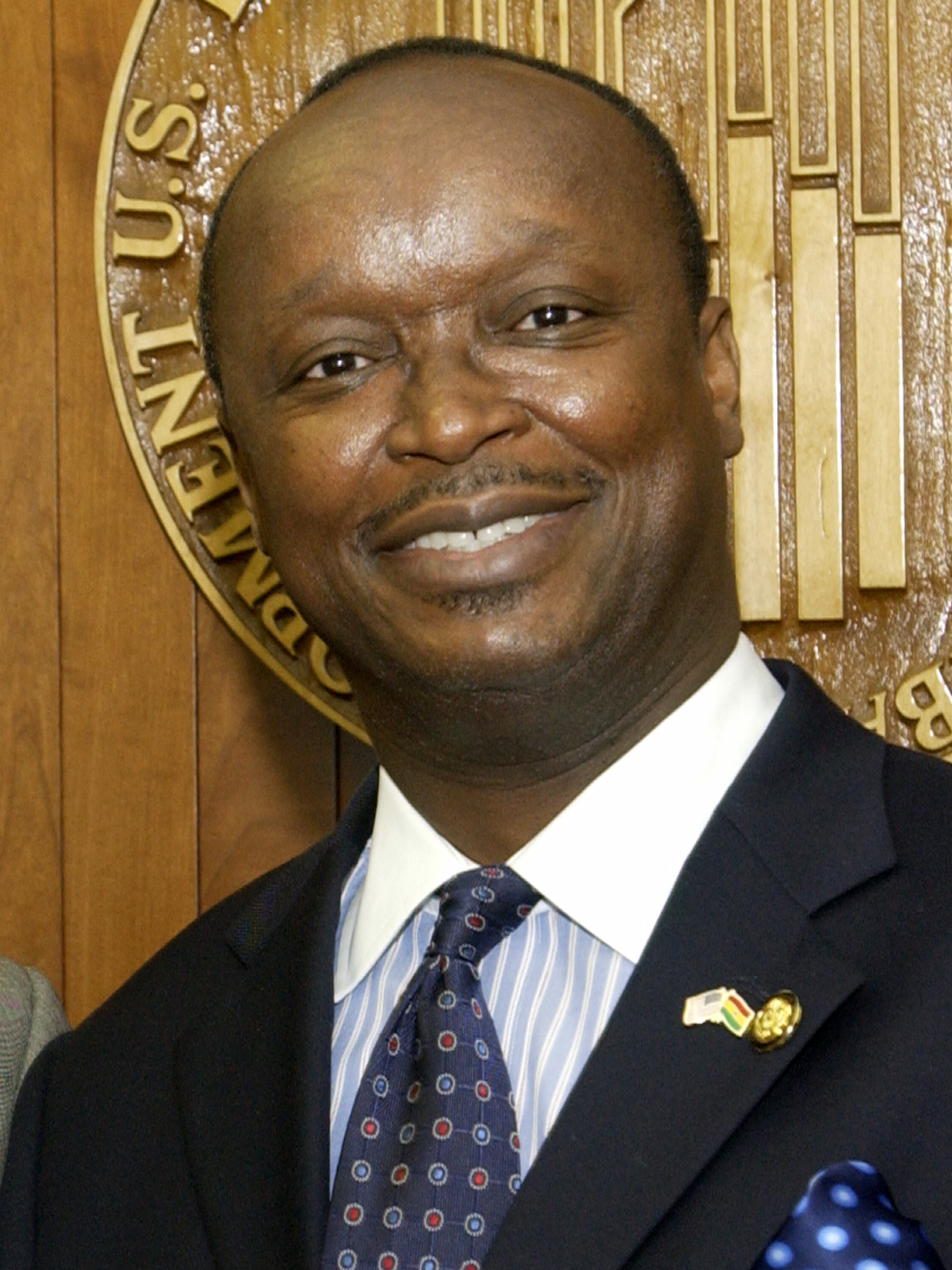
Kwame Bawuah-Edusei, 2007

Kwame Bawuah-Edusei (* 10. Juni 1955 in Kumasi) ist ein ghanaischer Medizinunternehmer und Diplomat im Ruhestand.

## Werdegang
1979 erwarb Kwame Bawuah-Edusei einen Bachelor of Science-Abschluss in Humanbiologie an der Kwame Nkrumah University of Science and Technology, 1983 schloss er dort sein Medizinstudium ab. Von 1983 bis 2003 wirkte er in verschiedenen klinischen Bereichen, vor allem in den USA, u. a. als Vertragsarzt der United States Army im Fort Belvoir Community Hospital (Virginia).
Er war Direktor von EDUCE Incorporated, einem Unternehmen in den Bereichen Landwirtschaft und Medizin in Ghana, und Gesellschafter der Edusei-Owusu Group Limited, einem Unternehmen für Ölexploration und Energie.
Kwame Bawuah-Edusei betrieb Lobbyarbeit für eine demokratische Entwicklung in Ghana beim Kongress der Vereinigten Staaten, dem Außenministerium der Vereinigten Staaten und der Weltbank. Er forderte kostenlose medizinische Versorgung für benachteiligte Gemeinden, vor allem in der nördlichen Region Ghanas. Vom 9. September 2004 bis 12. September 2006 war er Botschafter Ghanas in Bern und gleichzeitig in Wien akkreditiert. Am 5. September 2006 wurde er zum Botschafter Ghanas in Washington, D.C. ernannt, wo er vom 12. September 2006 bis 24. Februar 2010 akkreditiert war.